# كوكب فائق الصلاحية للحياة

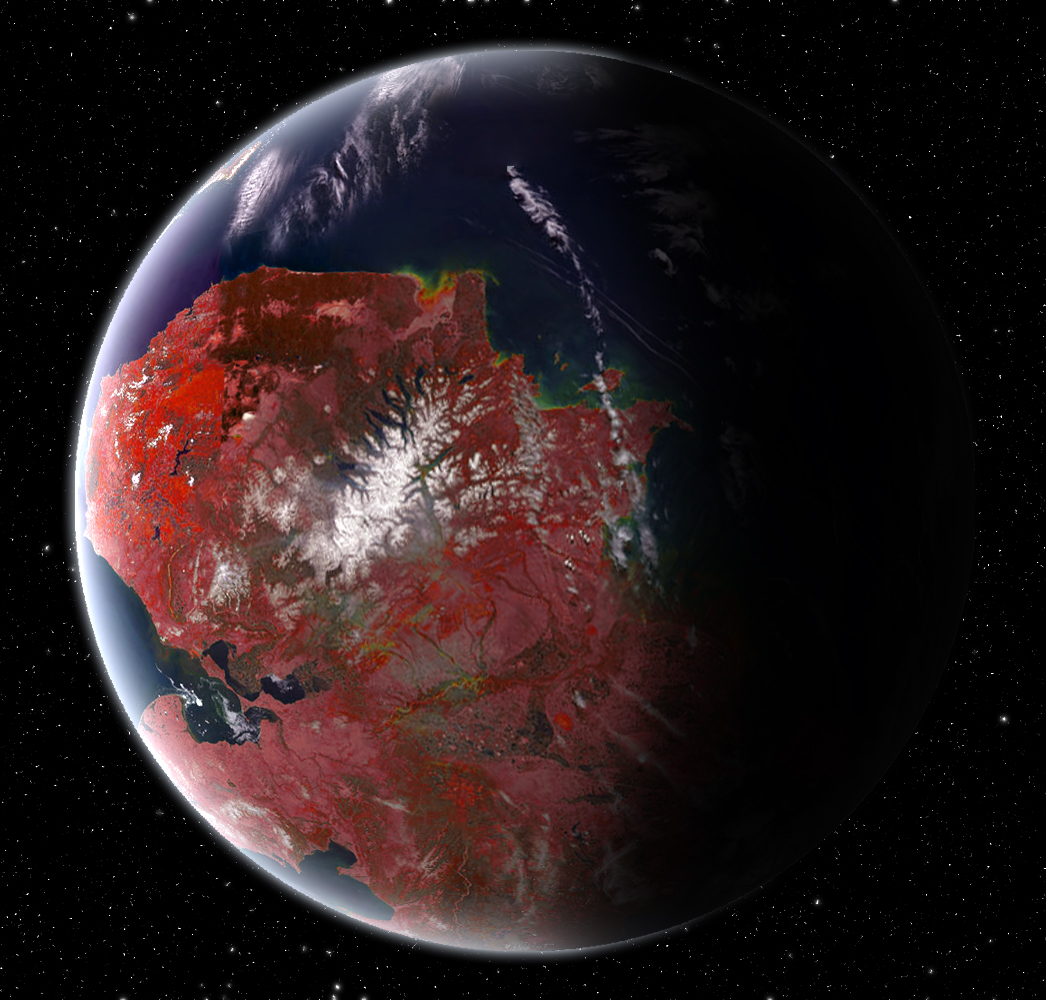
انطباع فني لمظهر كوكب فائق الصلاحية للحياة الصبغة الحمراء تمثل الغطاء النباتي.

الكوكب الفائق الصلاحية للحياة هو كوكب خارج المجموعة الشمسية أو قمر خارج المجموعة الشمسية افتراضي يتوقع أن يكون أكثر ملاءمة من الأرض لظهور وتطور الحياة. وقد قدم هذا المفهوم في عام 2014 من قبل رينيه هيلر وجون أرمسترونغ، الذين انتقدوا الأسلوب المستخدم في البحث عن الكواكب الصالحة للسكن، لذلك يقترحون توضيحات لأن نطاق المناطق الصالحة للحياة ليس كافيا لتعريف قابلية الكوكب للحياة.
يقول هيلر وأرمسترونغ أنه ليس من الواضح لماذا يجب أن تقدم الأرض المعلمات المادية الكيميائية الأكثر ملائمة للكائنات الحية، لأن «الكواكب يمكن أن تكون غير شبيهة بالأرض، ولكنها قد توفر ظروفا أكثر ملاءمة لظهور الحياة وتطورها من الأرض». وفي حين لا يزال هناك أعتقاد بأن الحياة تتطلب المياه، فإنه يفترض أن الأرض قد لا تمثل أفضل شروط المسكونية الكوكبية القصوى ومقدار التنوع حيوي؛ وبعبارة أخرى، فإن هيلر وأرمسترونغ يعرفون عالما قابلا للتحكم الفائق بالحياة ككوكب أرضي أو قمر يمكن أن يدعم نباتات وحيوانات أكثر تنوعا مما يوجد على الأرض. ويشير هيلر وأرمسترونغ أيضا إلى أنه ليس كل الكواكب الصخرية في نطاق صالح للحياة قد تكون صالحة للسكن، لأن التدفئة المدية يمكن أن تجعل العوالم الأرضية أو الجليدية صالحة للسكن خارج النطاق النجمي الصالح للسكن، كما هو الحال في المحيطات الداخلية لقمر المشتري أوروبا.
يقترح المؤلفان بأنّه من أجل تعريف الكوكب الصالح للحياة أو الكوكب فائق الصلاحية للحياة يجب أن يعتمد مفهوم التوصيف على المركزية البيولوجية بدلًا من مركزية الأرض أو مركزية الإنسان. اقترح هيلر وأرمسترونغ إنشاء ملف تعريف للكواكب الخارجية بالاعتماد على نوع النجوم، وكتلة، وموقع هذه الكواكب في النظام الكوكبي، من بين صفات أخرى. وحسب المؤلفان، فإن العوالم فائقة الصلاحية للحياة من المحتمل أن تكون أكبر، وأكثر دفئًا، وأكبر عمرًا من الأرض، وتدور حول نجوم من النوع كيه (K) من مجموعة النسق الأساسي.  

## الخصائص العامة
اقترح هيلر وأرمسترونغ الحاجة إلى تصنيف مجموعة الخصائص الأساسية للأقمار الخارجية (خارج المجموعة الشمسية) أو الكواكب الخارجية فائقة الصلاحية للحياة. فبالنسبة للحجم، يجب أن تكون كتلتها ضعفي كتلة الأرض ونصف قطرها يساوي 1.3 من نصف قطر الأرض مما يعتبر الحجم الأمثل بالنسبة لحركة الصفائح التكتونية. بالإضافة إلى ذلك، يجب أن يكون جذبها الثقالي كبيرًا مما يزيد الاحتفاظ بالغازات أثناء تشكل الكوكب. لذلك من المحتمل أن غلافها الجوي سيكون أكثر كثافة مما سيؤدي إلى تراكيز أكبر من الأوكسجين والغازات الدفيئة، وهذا يزيد بدوره متوسط درجة الحرارة إلى المستويات الأمثل للحياة على الكوكب التي تساوي حوالي 25 درجة مئوية (77 فهرنهايت). ربما يؤثر الغلاف الجوي الأكثر كثافة على شكل السطح ويجعله أكثر انتظامًا ويقلل حجم الأحواض المحيطية مما يدعم تنوع الحياة البحرية في المياه الضحلة.
من العوامل الأخرى التي يجب أخذها بعين الاعتبار هي نوع النجم. فالنجوم من النوع كيه أقل كتلة من الشمس وهي مستقرة لفترة طويلة (20 إلى 70 مليار عام بالمقارنة مع الشمس التي تصنف من النجوم نوع جي المستقرة لفترة 10 مليارات عام)، مما يعطي وقتًا أطولًا لظهور الحياة وتطورها. يجب أن تقع الكواكب فائقة الصلاحية للحياة بالقرب من مركز المنطقة الصالحة للحياة في نظامها النجمي لمدة طويلة.

### السطح والحجم والتركيب
يمكن أن تكون الكواكب الخارجية الأكبر حجمًا من الأرض، أو ذات التضاريس المعقدة أكثر من الأرض، أو ذات سطح أكبر مغطى بالمياه السائلة، أكثر قابلية لاستضافة للحياة من الأرض. وبما أن حجم الكوكب يرتبط بشكل مباشر مع كتلته، فكلما كانت الكتلة أكبر كان الجذب الثقالي أكبر، مما ينتج عنه غلاف جوي أكثر كثافة. تشير بعض الدراسات إلى وجود حد طبيعي متمثل بـ 1.6 من نصف قطر الأرض، وكل الكواكب تقريبًا التي تملك نصف قطر أصغر من هذا الحد هي كواكب صخرية، وتتكون بشكل أساسي من خليط من الماء والصخور والمعادن. بشكل عام، من المحتمل أن تكون الأجسام ذات كتلة تساوي ستة أضعاف كتلة الأرض مشابهة جدًا للأرض من ناحية التركيب. عند تجاوز هذا الحد، تتناقص كثافة الكواكب مع زيادة الحجم، ويصبح الكوكب ‹‹عالمًا مائيًا›› (نوع من الكواكب سطحه مغمور بالمياه بالكامل)، وفي النهاية كوكب غازي عملاق. بالإضافة إلى ذلك، ربما تسبب الكتلة العالية لمعظم الأراضي الهائلة فقدانها للصفائح التكتونية. لذلك من المتوقع أن أي كوكب خارجي مشابه في كثافته لكثافة الأرض ونصف قطره 1.6 من نصف قطر الأرض ربما يكون مناسبًا للحياة. غير أن هناك دراسات أخرى تشير إلى أنّ العوالم المائية تمثل مرحلة انتقالية بين الكواكب النبتونية الصغيرة والكواكب الأرضية (الصخرية) وبشكل خاص إن كانت تابعة لأقزام حمراء أو أقزام من النوع كي. على الرغم من أنّ الكواكب المائية قد تكون صالحة للحياة، لكن متوسط عمق المياه وغياب اليابسة لن يجعلها فائقة الصلاحية للحياة وفقًا لتعريف هيلر وأرمسترونغ. بالنظر إلى الموضوع من منظور جيولوجي، تبلغ الكتلة المثالية للكوكب ضعفي كتلة كوكب الأرض، لأنه يجب أن يملك نصف قطر يتراوح بين 1.2 و1.3 من نصف قطر الأرض لكي يكون قادرًا على المحافظة على كثافته.
يؤثر العمق الوسطي للمحيطات أيضًا على صلاحية الحياة على الكوكب. عادةً ما تكون المناطق الضحلة من البحر هي الأكثر راحة للأنواع المائية نظرًا إلى كمية الضوء والحرارة التي تصل إلى هذه المناطق، لذلك من المحتمل أن تكون الكواكب الخارجية ذات العمق المتوسط الأقل أكثر ملائمة للحياة. تميل أغلب الكواكب الخارجية فائقة الكتلة إلى امتلاك جاذبية سطحية منتظمة، مما يعني أحواض محيطية أكثر ضحالة وأكثر استضافة للحياة.

### الجيولوجيا
تملك الصفائح التكتونية إلى جانب وجود مسطحات مائية كبيرة على الكوكب، القدرة على الحفاظ على مستويات عالية من ثاني أوكسيد الكربون في غلافه الجوي. يبدو أنّ هذه العملية شائعة في الكواكب الصخرية النشطة جيولوجيًا والتي تدور بسرعات عالية. كلما كان الجسم فائق الكتلة بشكل أكبر، كلما زاد الوقت الذي سوف ينتج فيه الحرارة الداخلية، وهذا عامل رئيسي مساهم في تشكل الصفائح التكتونية. لكن يمكن للكتلة الزائدة أن تبطئ الصفائح التكتونية بسبب زيادة الضغط ولزوجة طبقة الوشاح (الدثار) وهذا يعيق انزلاق الغلاف الصخري. تشير الأبحاث إلى أنّ الصفائح التكتونية تبلغ ذروة نشاطها في الكواكب التي تملك كتلة تتراوح بين كتلة الأرض وخمسة أضعاف كتلة الأرض، والكتلة المثلى تقريبًا هي ضعفي كتلة كوكب الأرض.
إن لم يكن النشاط الجيولوجي قويًا كفاية ليولد كمية كافية من الغازات الدفيئة الذي يؤدي لزيادة درجة الحرارة الكلية فوق حد نقطة تجمد الماء، ربما يمر الكوكب بعصر جليدي دائم، ما لم تُعوّض هذه العملية عن طريق مصدر حرارة داخلية شديد مثل الحرارة الناتجة عن المد والجزر أو عن طريق الإشعاع النجمي.

### الغلاف المغناطيسي
الميزة الأخرى التي تدعم الحياة هي إمكانية الكواكب على تطوير غلاف مغناطيسي قوي ليحمي سطحها وغلافها الجوي من الأشعة الكونية والرياح النجمية، وبشكل خاص الكواكب التي تدور حول نجوم قزمة حمراء. تملك الكواكب ذات الكتلة الأقل وذات الدوران البطيء أو الكواكب المقيدة مديًا غلاف مغناطيسي ضعيف أو لا تملك غلافًا حتى، وينتج عن هذا فقدان جزء كبير من الغلاف الجوي مع مرور الوقت وخاصًة الهيدروجين، بسبب الهروب الهيدروديناميكي.

### درجة الحرارة والمناخ
درجة الحرارة المثالية للحياة على كوكب شبيه بكوكب الأرض غير معروفة بشكل عام، على الرغم من أنّ تنوع الكائنات الحية على الأرض كان أكبر في الفترات الأكثر دفئًا. لذلك من الممكن أن تكون الكواكب الخارجية ذات متوسط درجات حرارة أعلى قليلًا من الأرض أكثر ملائمة للحياة. ربما يحافظ تأثير التنظيم الحراري للمحيطات الكبيرة على الكواكب الخارجية المتموضعة في المنطقة الصالحة للسكن على درجات حرارة معتدلة. في هذه الحالة، ستكون الصحاري أقل حجمًا وستُدعم على الأغلب البيئات الساحلية القابلة للسكن.
مع ذلك، تشير الدراسات أنّ الأرض تقع حاليًا قرب الحافة الداخلية للمنطقة الصالحة للسكن في النظام الشمسي. ومن الممكن أن يسبب هذا الضرر لقابلية العيش على المدى الطويل حيث سيزداد لمعان النجوم التي تنتمي إلى مجموعة النسق الرئيسي مع الوقت بانتظام، مما يؤدي إلى دفع المنطقة الصالحة للحياة إلى الخارج. لذلك يجب أن تكون الكواكب الخارجية فائقة الصلاحية للحياة أكثر دفئًا من الأرض، بمدار أبعد من مدار كوكب الأرض، وأقرب إلى مركز المنطقة الصالحة للحياة للنظام النجمي. وهذا ممكن في غلاف جوي أكثر سماكة أو ذي كثافة أعلى من الغازات الدفيئة.

### النجم
يحدد نوع النجم بشكل كبير الظروف الموجودة في النظام النجمي. تملك معظم النجوم فائقة الكتلة من نوع (أوه، بي، إيه) دورة حياة قصيرة جدًا، حيث تغادر مجموعة النسق الرئيسي بسرعة. بالإضافة إلى ذلك، تنتج النجوم من النوع ‹‹أوه›› تأثير التبخر الضوئي الذي يمنع تراكم الكواكب حول النجم.
من جهة أخرى، فالنجوم الأقل كتلة من النوع كيه وإم هي أكثر النجوم شيوعًا في الكون وأطولها عمرًا، لكن ما تزال إمكانية دعمها للحياة قيد الدراسة. يقلل لمعانها المنخفض حجم المنطقة الصالحة للسكن والتي تتعرض لتدفق الأشعة فوق البنفسجية بشكل متكرر، وخاصة في المليار عام الأول من وجودها. يمكن أن يسبب قصر مدار الكوكب تقييدًا مديًا له، حيث يظهر نفس الوجه للكوكب بالنسبة للنجم دائمًا، والمعروف بنصف الكرة النهاري. حتى لو كان وجود الحياة في نظام من هذا النوع ممكنًا، فمن غير المحتمل اعتبار أي كوكب ينتمي لنجم قزم أحمر فائق الصلاحية للحياة.